# 477
سنة 477 م (بالأرقام الرومانية: CDLXXVII) كانت سنة بسيطة تبدأ يوم السبت (الرابط يظهر نموذج الجدول الزمني الكامل للسنة) من التقويم اليولياني. بدأت تسمية السنة ب477 منذ العصور الوسطى المبكرة، عندما أصبح تقويم أنو دوميني هو الأسلوب السائد في أوروبا لتسمية السنوات.

## وفيات
- باسينا تورينغن
- تيموثاوس الثاني (بابا الإسكندرية)
- جنسريق